# Ford Ranch Wagon
Ford Ranch Wagon – samochód osobowy klasy wyższej z nadwoziem kombi produkowany pod amerykańską marką Ford w latach 1952 – 1974.

## Pierwsza generacja

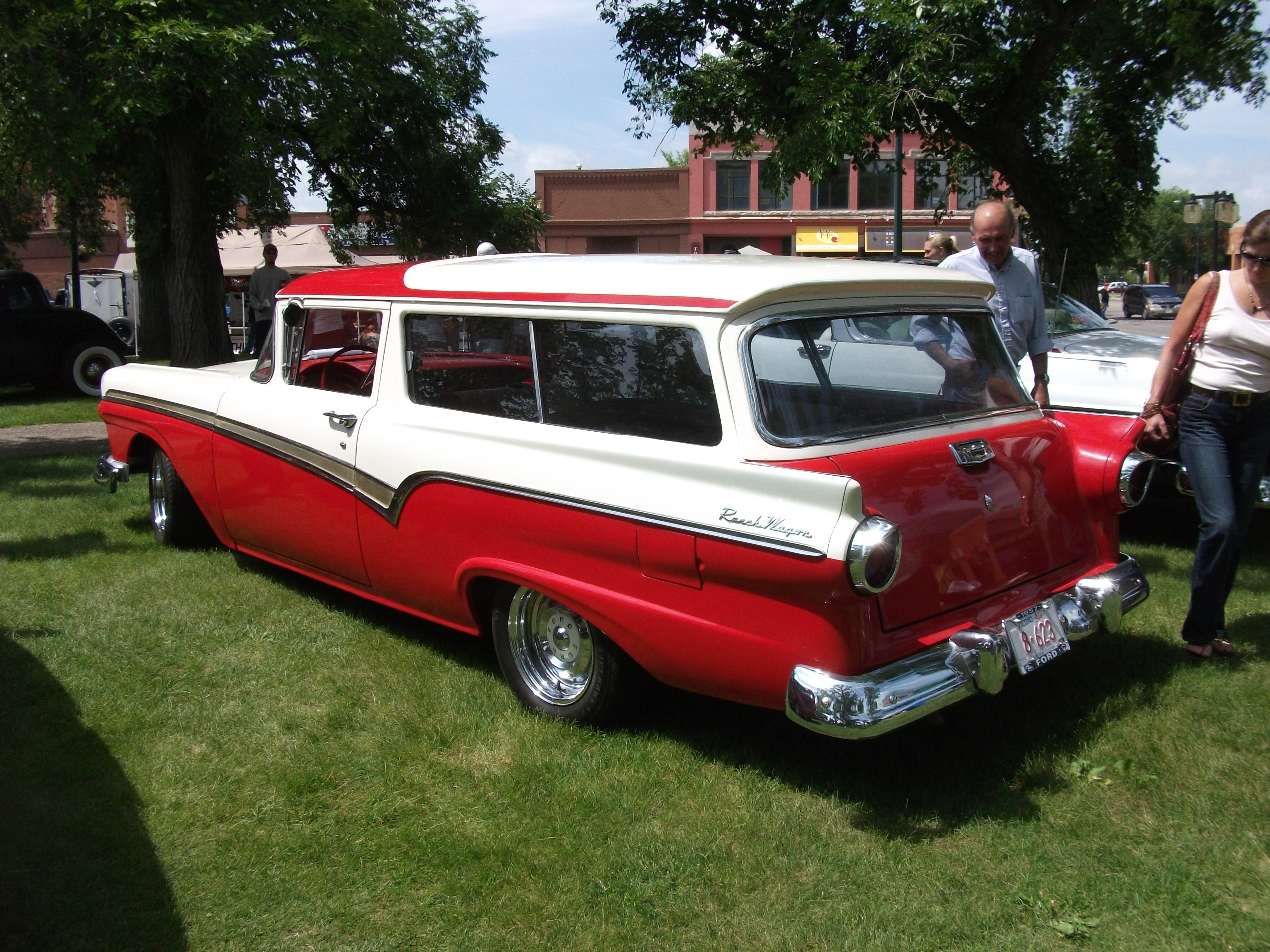
1957 Ford Ranch Wagon - tył

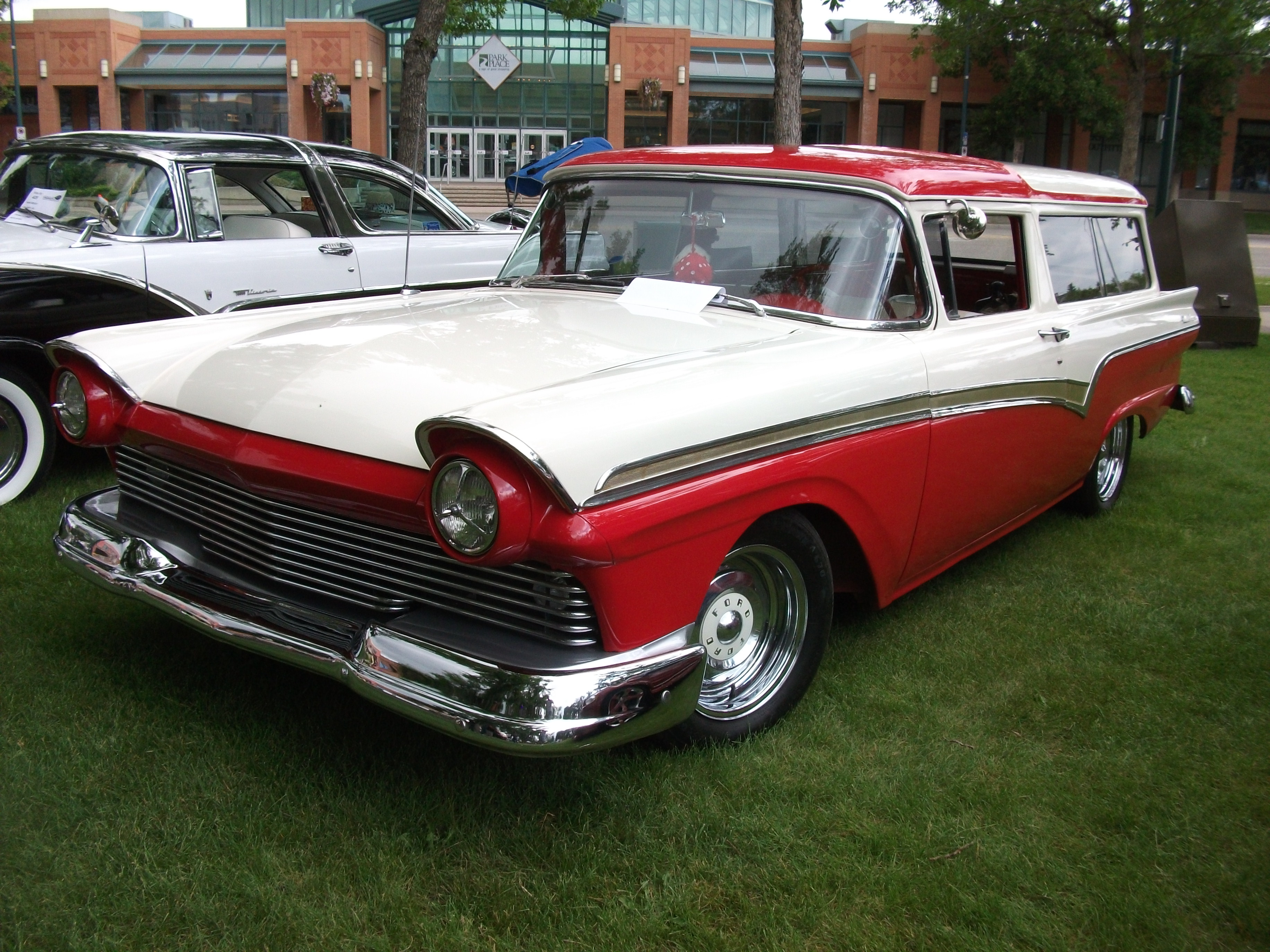
1957 Ford Ranch Wagon

Ford Ranch Wagon I został zaprezentowany po raz pierwszy w 1952 roku.
Pierwotnie dodatkową nazwę Ranch Wagon otrzymała odmiana 3-drzwiowego kombi samochodu Ford Mainline, należącego do gamy Forda na 1952 rok. Samochód zyskał masywną sylwetkę z zaokrąglonymi błotnikami, dużym przetłoczeniem na tylnym nadkolu i dużą, kabiną pasażerską z dwoma rzędami jednoczęściowych kanap. Ford Mainline Ranch Wagon przechodził następnie liftingi na 1953 i 1954 rok modelowy.
W listopadzie 1954 roku, w ramach gamy Forda na 1955 rok, po raz pierwszy Ranch Wagon stał się samodzielną nazwą modelu kombi, odpowiadającego poziomem wykończenia modelowi Ford Mainline. Zmienił się zarówno wygląd pasa przedniego, jak i tyłu.
W październiku 1956 roku wprowadzono nową generację modelu Ranch Wagon na 1957 rok, będącego odpowiednikiem sedana Ford Custom, w ramach gamy Forda na 1957 rok.

### Silniki
- L6 2.3l Mileage Maker
- V8 2.9l Thunderbird

## Druga generacja

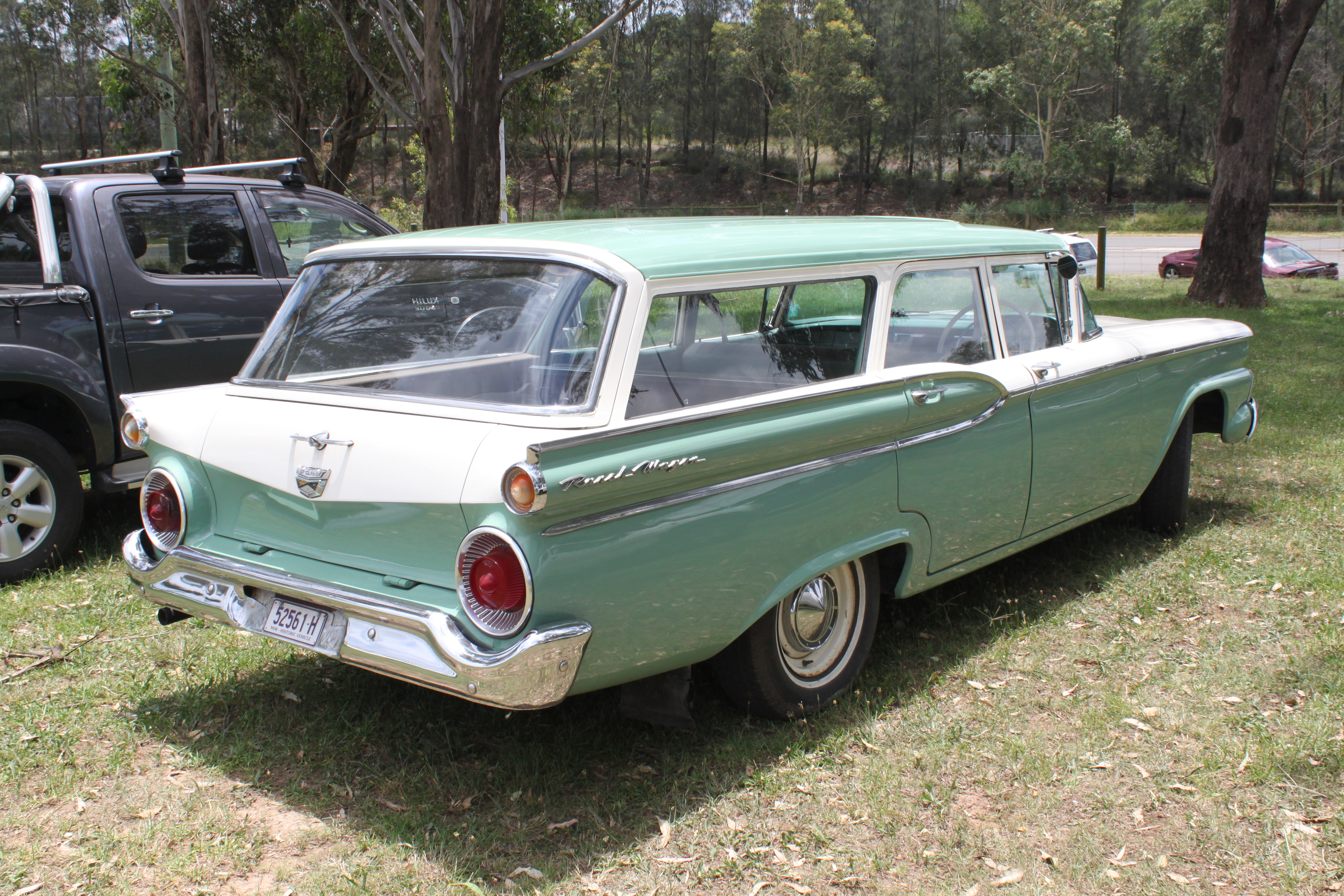
Ford Ranch Wagon II - tył

Ford Ranch Wagon II został zaprezentowany po raz pierwszy w 1959 roku.
W 1959 roku Ford przedstawił drugą generację modelu Ranch Wagon, która przeszła dużą metamorfozę w stosunku do poprzednika. Samochód stał się znacznie większy, nabrał masywniejszych proporcji i awangardowe ozdobniki. Szeroki pas przedni zdobiły dwie pary okrągłych reflektorów, a także obszerna chromowana atrapa chłodnicy. Charakterystycznym elementem było też wyraźnie zaznaczone przetłoczenie tylnego błotnika.

### Silniki
- L6 2.3l Mileage Maker
- V8 2.9l Thunderbird

## Trzecia generacja

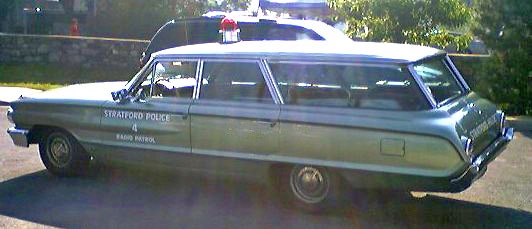
Ford Ranch Wagon III - tył

Ford Ranch Wagon III został zaprezentowany po raz pierwszy w 1963 roku.
W 1963 roku Ford przedstawił  trzecią generację modelu Ranch Wagon, która utrzymana została w nowej koncepcji stylistycznej. Samochód zyskał bardziej stonowane proporcje i bardziej zwarte kształty nadwozia. Z przodu pojawił się duży, chromowany pas obejmujący atrapę chłodnicy i podwójne, okrągłe reflektory. Zachowano akcent stylistyczny w postaci częściowo zabudowanego tylnego nadkola. Bazą ponownie był model Fairlane.

### Silniki
- L6 2.3l Mileage Maker
- V8 2.9l Thunderbird

## Czwarta generacja

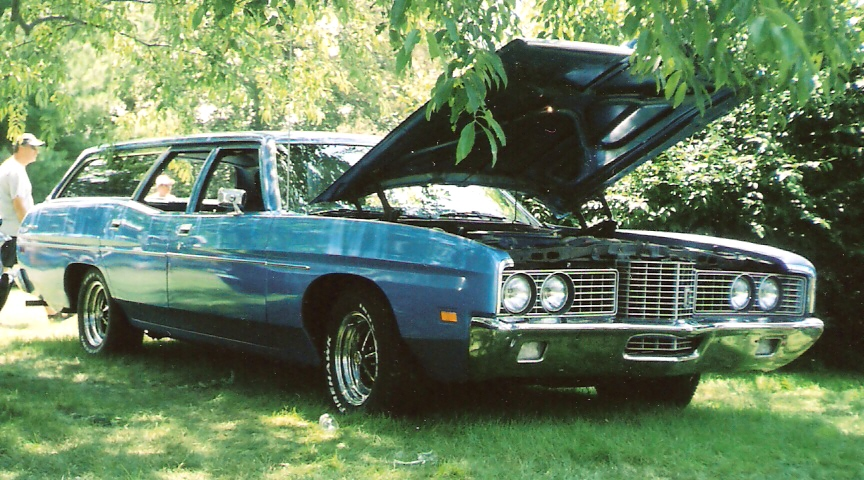
Ford Ranch Wagon IV po liftingu

Ford Ranch Wagon IV został zaprezentowany po raz pierwszy w 1965 roku.
W 1965 roku zadebiutowała czwarta i zarazem ostatnia generacja modelu Ranch Wagon. Samochód stał się wyraźnie większy i masywniejszy od poprzednika. Podobnie jak druga generacja, samochód utrzymano w proporcjach odznaczających się zaokrąglonym tylnym nadkolem i strzelistymi przednimi błotnikami. Pas przedni zdobiły do tego pionowe, podwójne reflektory osadzone na krawędziach, a po modernizacji w 1973 roku pas przedni ponownie przyjął tradycyjne kształty, z poiomym układem oświetlenia.

### Silniki
- L6 2.3l Mileage Maker
- V8 2.9l Thunderbird